# Зілла (Вашингтон)
Зілла (англ. Zillah) — місто (англ. city) в США, в окрузі Якіма штату Вашингтон. Населення — 3179 осіб (2020).

## Географія
Зілла розташована за координатами 46°24′31″ пн. ш. 120°16′25″ зх. д. / 46.40861° пн. ш. 120.27361° зх. д. (46.408502, -120.273745).  За даними Бюро перепису населення США в 2010 році місто мало площу 4,61 км², уся площа — суходіл.

## Демографія
Згідно з переписом 2010 року, у місті мешкали 2964 особи в 1033 домогосподарствах у складі 741 родини. Густота населення становила 643 особи/км².  Було 1105 помешкань (240/км²).
Расовий склад населення:
| - 63,8 % — білих - 3,8 % — корінних американців - 0,9 % — азіатів - 0,3 % — чорних або афроамериканців - 0,2 % — вихідців з тихоокеанських островів - 27,1 % — осіб інших рас |

До двох чи більше рас належало 3,9 %. Частка іспаномовних становила 42,5 % від усіх жителів.
За віковим діапазоном населення розподілялося таким чином: 31,4 % — особи молодші 18 років, 59,3 % — особи у віці 18—64 років, 9,3 % — особи у віці 65 років та старші. Медіана віку мешканця становила 31,9 року. На 100 осіб жіночої статі у місті припадало 99,3 чоловіків;  на 100 жінок у віці від 18 років та старших — 93,7 чоловіків також старших 18 років.
Середній дохід на одне домашнє господарство  становив 66 396 доларів США (медіана — 60 068), а середній дохід на одну сім'ю — 71 245 доларів (медіана — 64 107). Медіана доходів становила 47 760 доларів для чоловіків та 36 595 доларів для жінок. За межею бідності перебувало 15,3 % осіб, у тому числі 21,0 % дітей у віці до 18 років та 8,9 % осіб у віці 65 років та старших.
Цивільне працевлаштоване населення становило 1418 осіб. Основні галузі зайнятості: освіта, охорона здоров'я та соціальна допомога — 31,0 %, сільське господарство, лісництво, риболовля — 13,0 %, виробництво — 10,7 %, будівництво — 8,7 %.